# Championnat de Banovina de Croatie de football 1939-1940
Navigation
Saison précédente Saison suivante
La saison 1939-1940 du Championnat de Croatie de football appelée Ligue croate et slovène 1939-1940 est une édition spéciale de la première division croate. 
Cette ligue croate et slovène a été formée après la séparation des clubs croates et slovènes de l'ancienne Fédération de Yougoslavie de football. Elle est organisée à la fois par la Fédération croate de football et la Fédération slovène de football.
Lors de la réunion de sportifs croates du 15 juin 1939 à Zagreb, il a été décidé de créer une ligue de clubs croates. Cette ligue est composée de dix clubs croates et d'un club slovène (Ljubljana). Mais deux clubs croates doivent disputer un barrage : le Slavija Varazdin et le Građanski Bjelovar.
Ce tournoi est la première compétition organisée sous le Banovina de Croatie, né en 1939. Le Građanski est déclaré champion, c'est le premier titre du club.

## Championnat

### Barrage
Le match aller se passe à Varaždin, le 13 août 1939. Le match retour se déroule à Bjelovar, le 20 août 1939. Le vainqueur peut ainsi disputer le championnat final.
| Équipe             | Aller | Total | Retour | Équipe               |
| ------------------ | ----- | ----- | ------ | -------------------- |
| Slavija (Varaždin) | 5 - 1 | 8 - 3 | 3 - 2  | Građanski (Bjelovar) |

### Championnat final
Le championnat commence le 27 août 1939 et se termine le 28 avril 1940.
| Classement | Équipe           | J  | V  | N | D  | Bp | Bc | Diff | Points |
| ---------- | ---------------- | -- | -- | - | -- | -- | -- | ---- | ------ |
| 1.         | Građanski        | 18 | 16 | 1 | 1  | 91 | 6  | +85  | 33     |
| 2.         | HAŠK             | 18 | 11 | 2 | 5  | 39 | 39 | 0    | 24     |
| 3.         | Hajduk           | 18 | 10 | 2 | 6  | 47 | 29 | +16  | 22     |
| 4.         | Concordia        | 18 | 9  | 1 | 8  | 41 | 38 | +3   | 19     |
| 5.         | SAŠK Sarajevo    | 18 | 8  | 2 | 8  | 30 | 40 | -10  | 18     |
| 6.         | Slavija Osijek   | 18 | 6  | 4 | 8  | 33 | 43 | -10  | 16     |
| 7.         | Split            | 18 | 6  | 3 | 9  | 25 | 41 | -16  | 15     |
| 8.         | Slavija Varaždin | 18 | 5  | 2 | 11 | 27 | 40 | -13  | 12     |
| 9.         | Bačka Subotica   | 18 | 5  | 2 | 11 | 23 | 48 | -25  | 12     |
| 10.        | Ljubljana        | 18 | 3  | 3 | 12 | 31 | 66 | -35  | 9      |

## Bilan de la saison
| Tableau d'Honneur                  |           |
| Compétition                        | Vainqueur |
| Championnat de Croatie de football | Građanski |

## Suite de ce championnat
Les trois premiers de ce championnat (Građanski (Zagreb), HAŠK (Zagreb) et Hajduk (Split)) vont affronter trois équipes de la ligue serbe (BSK (Belgrade), Jugoslavija (Belgrade) et Slavija (Sarajevo)) afin de faire le Championnat de Yougoslavie de football 1939-1940, qui verra la victoire de Građanski.